# 丹普拉斯湖
丹普拉斯湖（印尼语：Danau Dampelas）也叫特拉加湖（Talaga），是印度尼西亚苏拉威西岛中苏拉威西省的一座湖泊，位于米纳哈萨半岛西部栋加拉县丹索区（Kecamatan Damsol）的Sitangke山脚处，南距帕卢145千米。湖泊常因临近的村庄而被称为特拉加湖，丹普拉斯之名来自该地区的主要民族和语言。
0°10′40″N 119°50′57″E / 0.17778°N 119.84917°E